# Hormê
Hormê ou Horme (en grec ancien Ὁρμή) est une déesse de la mythologie grecque, la personnification de l'activité énergétique, l'impulsion ou l'effort (pour faire une chose), l'empressement, la mise en mouvement et le démarrage d'une action, et en particulier la précipitation au combat. 
Le mot "Hormê" est également utilisé pour désigner le concept philosophique représenté par la déesse.

## Temple
Hormê avait un autel à Athènes où principalement les serviteurs divins et les relations de Zeus (y compris Pheme et Aidôs, ainsi qu'Athéna) avaient des autels. Elle y était vénérée comme la vertu de l'effort industrieux.

## Opposé
Sa divinité opposé est Aergie, la déesse de la paresse et de l'apathie.

## Héritage
- Dans Sur les Obligations, Cicéron oppose la notion de hormê à la raison comme l'un des deux aspects de l'âme. Il semble l'utiliser là où on s'attendrait à voir le mot "passion" ou "émotion". Dans la traduction de Walsh par exemple, il est rendu par "appétit"[4].

- Le nom « Hormê » a été adopté par Sir Percy Nunn[5] pour désigner tous les comportements intentionnels (pulsions ou désirs immédiats) d'un organisme - qu'ils soient conscients ou non. Il a basé cela sur une suggestion de Jung[6] mais y voyait une signification plus large que l'idée de Jung de relier le terme à des valeurs psychologiques. Montessori[7] en a fait un point central de sa réflexion ultérieure, soulignant que le comportement de l'enfant était motivé par un besoin intérieur de se construire, de devenir l'adulte qu'il était destiné à être. Cette idée de l'avenir attirant l'enfant (par opposition au développement de l'enfant étant simplement motivé par la causalité) était liée au concept aristotélicien d'entéléchie[8] qui fit sans doute partie implicite de son éducation thomiste en tant que fervente catholique. Le concept, mais pas le nom, a été développé par des écrivains tels que James Hillman[9] qui applique ainsi l'idée aux adultes et l'appelle le « destin » ou le daemon personnel de l'individu.

- Le nom de la déesse a été utilisé pour créer le mot hormones au début du XXe siècle lorsque leur rôle dans la conduite des fonctions corporelles a été reconnu.

- L'écrivain grec Arrien de Nicomédie possédait un lévrier qu'il appréciait beaucoup appelé Hormê, dont il a enregistré le caractère et le nom pour la postérité dans son Kynēgetikos[10].